# 1346

## أحداث
- تأسيس مدينة رينتيريا وتقع حاليا في إسبانيا.
- 5 فبراير: تأسيس مدينة إيبار وتقع حاليا في إسبانيا.
- 4 سبتمبر: بدء حصار كاليه والذي استمر إلى 3 أغسطس 1347.
- 26 أغسطس: استخدام البارود لأول مرة ضمن معركة كريسي أحد أهم معارك حرب المئة عام.[1]

## مواليد
- أحمد بن يحيى النجمي

## وفيات
- يانغ الأعمى
- صدر الدين الشعيبي